# Burzums diskografi
Dette er Burzums diskografi.

## Albumudgivelser

### Studiealbum
| År   | Album              | Pladeselskab                  |
| ---- | ------------------ | ----------------------------- |
| 1992 | Burzum             | Deathlike Silence Productions |
| 1993 | Det Som Engang Var | Cymophane Productions         |
| 1994 | Hvis Lyset Tar Oss | Misanthropy/Cymophane         |
| 1995 | Burzum/Aske        | Misanthropy/Cymophane         |
| 1996 | Filosofem          | Misanthropy/Cymophane         |
| 1997 | Dauði Baldrs       | Misanthropy/Cymophane         |
| 1999 | Hliðskjálf         | Misanthropy/Cymophane         |

### Ep'er
| År   | Ep   | Pladeselskab                  |
| ---- | ---- | ----------------------------- |
| 1993 | Aske | Deathlike Silence Productions |

### Opsamlingsalbum
| År   | Album              | Pladeselskab  |
| ---- | ------------------ | ------------- |
| 1998 | 1992-1997          | Hammerheart   |
| 2002 | Anthology          | Cymophane     |
| 2005 | Draugen - Rarities | Back on Black |

## Demoer
| År   | Demo   |
| ---- | ------ |
| 1991 | Burzum |
| 1992 | Burzum |
| 1992 | Burzum |

## Hyldestalbum
Disse er album dedikeret til Burzum, og er altså ikke album hvorpå Burzum medvirker.
| År   | Album                        | Pladeselskab                   |
| ---- | ---------------------------- | ------------------------------ |
| 2002 | Visions: A Tribute to Burzum | Unholy Records                 |
| 2003 | A Man, A Band, A Symbol      | Wotan's Reich Production       |
| 2003 | Wotan Mit Uns!               | Ancient Beliefs                |
| 2005 | The Tribute                  | Ash Nazg / Perverted Taste     |
| 2005 | Burzum Tribute Attakk        | Underground Propaganda Records |
| 2006 | Triumph Und Wille            |                                |
| 2007 | Lost Freedom                 |                                |

## Bootlegs
Alle bootlegs dokumenteret via spirit-of-metal.com bortset fra hvor andet er angivet.
- 1992: Beneath the Ruins of Christianity
- 1992: Et Hvitt Lys Over Skogen (7")
- 1992: Once Emperor
- 1992: Svarte Dauen
- 1993: Burzum – Gorgoroth
- 1993: Erste Waffen
- 1999: A Blaze in the Northern Sky... No Less! (opkaldt efter Darkthrone-albummet)
- 1999: Blast From The Ancient Past
- 2000: Spell of Destruction (opkaldt efter sangen fra Burzum)
- 2001: Ragnarok (A New Beginning)
- 2006: Stemmen fra Tårnet